# ヴェリコ・タルノヴォ州
ヴェリコ・タルノヴォ州（ヴェリコ・タルノヴォしゅう、ブルガリア語: Област Велико Търново, ラテン文字転写: Oblast Veliko Tarnovo）はブルガリア中北部に位置する州。州都はヴェリコ・タルノヴォ。かつて、ヴェリコ・タルノヴォには第二次ブルガリア帝国の首都が置かれた。

## 基礎自治体
- エレナ（Елена、Elena）

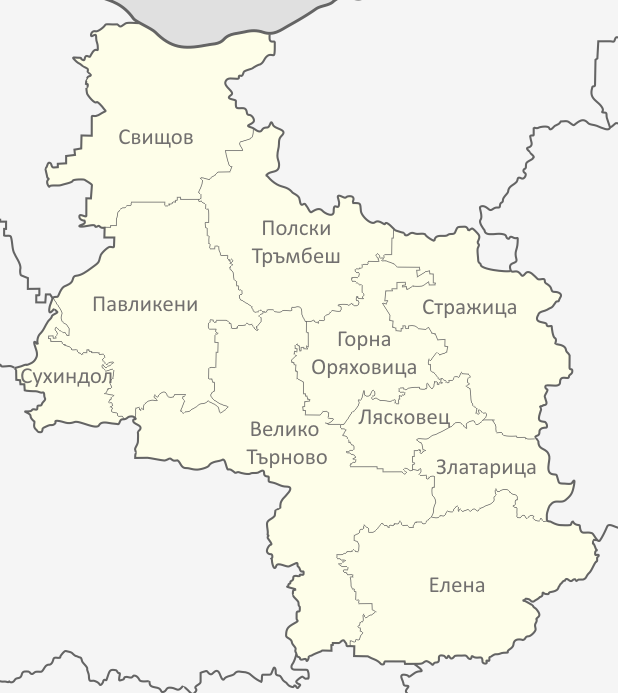
ヴェリコ・タルノヴォ州の基礎自治体

- ゴルナ・オリャホヴィツァ（Горна Оряховица、Gorna Oryahovitsa）
- リャスコヴェツ（Лясковец、Lyaskovets）
- パヴリケニ（Павликени、Pavlikeni）
- ポルスキ・トルンベシュ（Полски Тръмбеш、Polski Trambesh）
- ストラジツァ（Стражица、Strazhitza）
- スヴィシュトフ（Свищов、Svishtov）
- スヒンドル（Сухиндол、Suhindol）
- ヴェリコ・タルノヴォ（Велико Търново、Veliko Tarnovo）
- ズラタリツァ（Златарица、Zlataritsa）

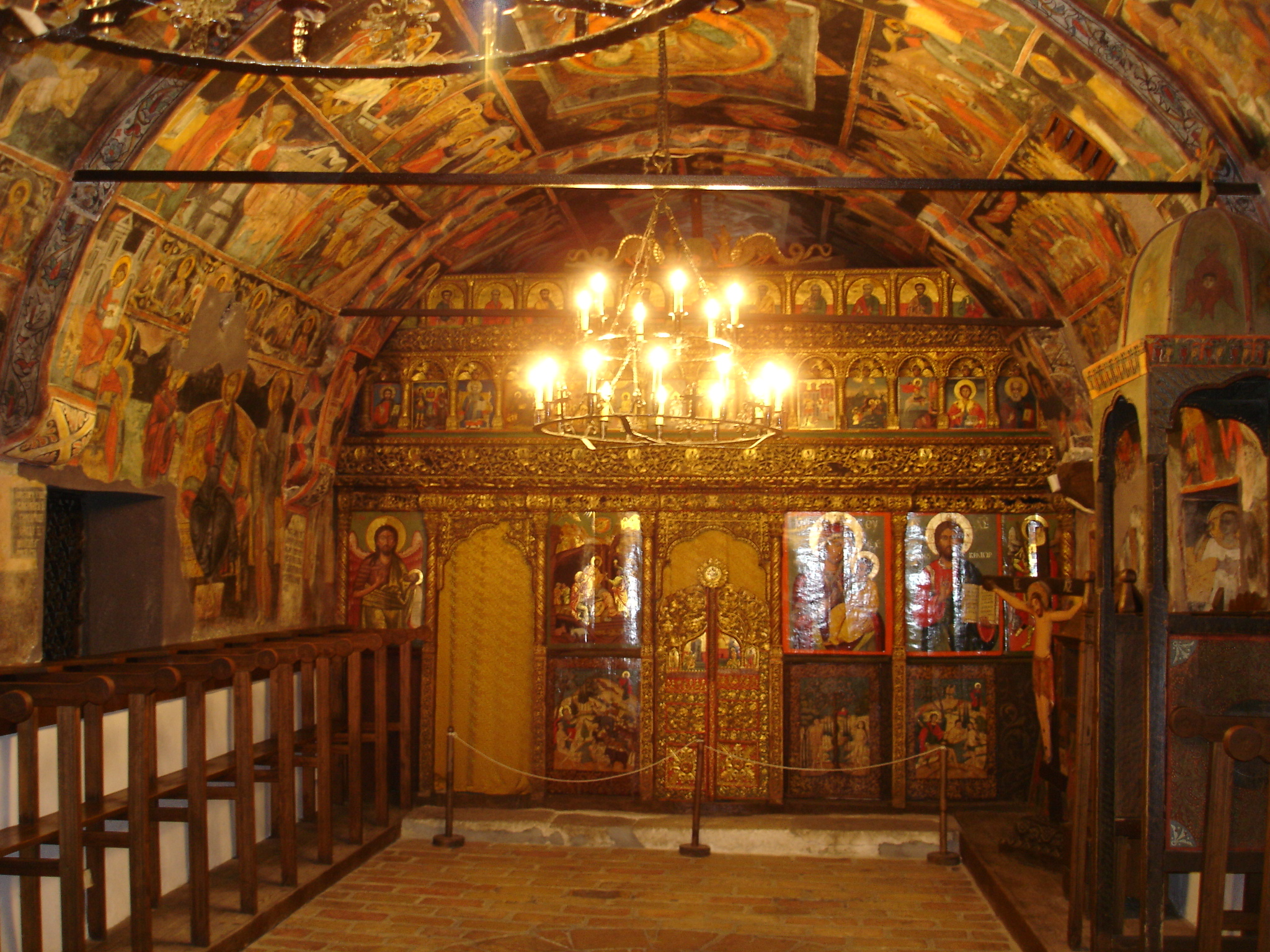
ヴェリコ・タルノヴォ市アルバナシ村の降誕教会の内部

スヴィシュトフはドナウ川に面し、ツェノフ経済大学がある。スヒンドルは世界的に知られるワインと蒸留酒の産地である。ヴェリコ・タルノヴォとゴルナ・オリャホヴィツァの間に位置するヴェリコ・タルノヴォ市アルバナシ村（Арбанаси、Arbanasi）は同地の聖ニコラ修道院（Манастир Свети Никола、Manastir Sveti Nikola）や降誕教会（църквата Рождество Христово、Tsurkvatvo Rozhdestovo Hristovo）をはじめとする古い様式と新しい様式の混合した建物で知られている。